# ランゴラン
ランゴラン （Langolen）は、フランス、ブルターニュ地域圏、フィニステール県のコミューン。

## 歴史
アンシャン・レジーム時代のランゴランはブリエック教区の小教区で、ブリエック教区からの独立が小教区民で目立つようになった。1492年、小教区民たちはもはや、求められている教区教会のミサに出席しないと主張した。
1796年春、ル・パージュ・ド・バル（fr、王党派士官）は、カレにて不満分子を結集させ、フィニステールにおける暴動を拡大させようとした。脱走兵を名乗る強制徴収人はランゴラン、コレ、トレグレズ、ルアン、ラズといった田舎を歩き回り、結集する準備をしろと、警告と脅迫を行い既婚男性すら徴兵した。

## 人口統計
| 1962年 | 1968年 | 1975年 | 1982年 | 1990年 | 1999年 | 2006年 | 2011年 |
| ------ | ------ | ------ | ------ | ------ | ------ | ------ | ------ |
| 833    | 773    | 692    | 641    | 648    | 684    | 775    | 884    |

参照元:1999年までEHESS、2004年以降INSEE

## 史跡
- シャトー・ド・トロアネと庭園 - 2001年11月9日、デクレにより歴史文化財に登録された。1988年からボードゥアン・ド・ピモダンが個人所有しており、夏季には予約制で一般公開を行う[5]。現在の城館は17世紀からのもので、南側と東側のファサードは1880年に修繕された。外観も同じ頃建設されている。ランドスケープ庭園は、ビュレール兄弟によって1872年につくられた[6]。20世紀初頭、このシャトーをピエール・ポール・ド・ラ・グランディエール提督が所有していたことがある。